# Sint-Corneliuskerk (Sint-Kornelis-Horebeke)

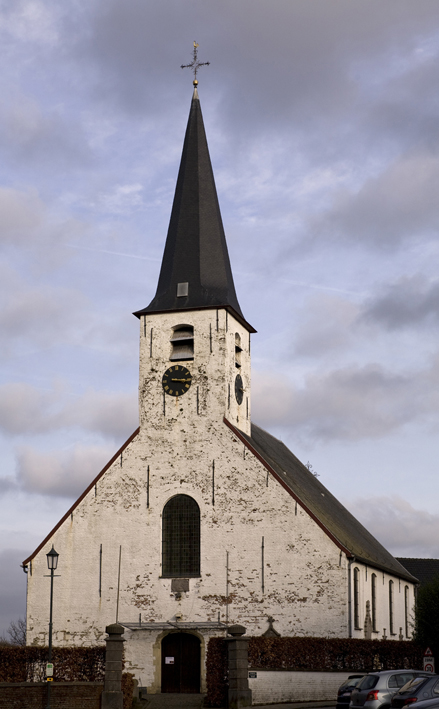
Sint-Corneliuskerk

De Sint-Corneliuskerk (ook: Sint-Korneliskerk) is de parochiekerk van de tot de Oost-Vlaamse gemeente Horebeke behorende plaats Sint-Kornelis-Horebeke, gelegen aan het Sint-Kornelisplein. Elk jaar op Pinksteren wordt er een Sint-Corneliusprocessie gehouden.

## Geschiedenis
Sint-Kornelis-Horebeke werd in 1155 een zelfstandige parochie toen het zich afsplitste van Sint-Maria-Horebeke. Het patronaatsrecht was in bezit van het Onze-Lieve-Vrouwekapittel van Kamerijk. Het tiendrecht was in bezit van de Abdij van Sint-Cornelius en Sint-Cyprianus te Ninove.
Aanvankelijk stond er een romaanse of vroeggotisch eenbeukig kerkje. In de 16e eeuw werd dit van een transept voorzien. In 1652-1653 werd een sacristie aangebouwd en in 1704-1705 werd de kerk met twee zijbeuken uitgebreid. In 1724-1726 werd het koor vernieuwd. In 1751-1754 werd een nieuw schip en toren gebouwd naar ontwerp van Jan-Baptist Simoens. Het koor bleef daarbij behouden.

## Gebouw
Het betreft een witgeschilderde bakstenen pseudobasiliek met ingebouwde westtoren en lager, driezijdig afgesloten, koor. Tegen de buitenmuur zijn een zestal kapelletjes aangebracht van een Sint-Corneliusommegang, vermoedelijk afkomstig van Schellebelle en vervaardigd in 1923.

## Interieur
De middenbeuk wordt overkluisd door een tongewelf dat versierd is in rococostijl.
Er is een Laatste Avondmaal dat door J.B. Thibaut werd geschilderd in 1740-1749. Ook is er een 18e-eeuws calvarie. Het hoofdaltaar is een portiekaltaar uit 1735. De aan Onze-Lieve-Vrouw respectievelijk Sint-Cornelius gewijde zijaltaren zijn neogotisch. De preekstoel is van 1755 en in rococostijl. Het Van Peteghem-orgel werd in 1782 aangekocht maar werd vervaardigd in het 3e kwartaal van de 18e eeuw.